# خورخي دون
خورخي دون (بالإسبانية: Jorge Donn)‏ هو راقص باليه أرجنتيني، ولد في 25 فبراير 1947 في آيل بالومار في الأرجنتين، وتوفي في 30 نوفمبر 1992 في لوزان في سويسرا.

## وصلات خارجية
- خورخي دون على موقع IMDb (الإنجليزية)
- خورخي دون على موقع قاعدة بيانات الفيلم (الإنجليزية)